# Filiz Yerlikaya
Filiz Yerlikaya (* 4. Mai 1971 in Adilcevaz, Provinz Bitlis; † 7. Juni 2002) war eine Kämpferin und Funktionärin der Untergrundorganisation Arbeiterpartei Kurdistans. Ihr Deckname lautete Gulan. Sie wurde im Jahre 2002 auf einem Parteikongress im Kandil-Gebirge ermordet und wird innerhalb der Organisation als Märtyrerin verehrt.

## Leben
Filiz Yerlikaya verbrachte ihre Kindheit und ersten Schuljahre in Adilcevaz. Im Alter von acht Jahren zog sie mit ihrer Familie nach Ankara. Nach der schulischen Ausbildung erhielt sie die Zulassung zum Medizinstudium an der Çukurova-Universität in Adana. Die Familie war aber nicht damit einverstanden, daher studierte sie an der Gazi-Universität in Ankara an der Fakultät für Schöne Künste.
Ab dem Jahre 1992 war sie in der Jugendorganisation der PKK aktiv und versuchte sich in demselben Jahr der Guerilla der Volksbefreiungsarmee Kurdistans anschließen, wurde aber gefasst und blieb sieben Monate in Haft.
Im Jahre 1993 hielt sie sich ca. 10 Monate in der unmittelbaren Umgebung Abdullah Öcalans in Damaskus auf. Ab 1994 tat sie an unterschiedlichen Orten Dienst, zwischen 1994 und 1997 in der von der Organisation sogenannten „Provinz Garzan“, 1997 in der „Provinz Amed“, ab Winter 1998 im Nordirak.
Die PKK-nahe Zeitung Yeni Özgür Politika schreibt ihr unterschiedliche Funktionen zu. Demnach war Filiz Yerlikaya entweder Verantwortliche für die Sonderkräfte der PKK oder Gruppenführerin und Provinzführung der Frauenguerilla (YAJK).

## Tod
Während des 4. Kongresses der PJA, der damaligen Frauenorganisation der PKK, wurde sie infolge innerparteilicher Machtkämpfe ermordet. Die Veranstaltung fand in einem Zelt statt. Als sie wegen Unwohlseins das Zelt verließ, wurde sie erwürgt. Die PKK rief sie umgehend zur Märtyrerin aus und erklärte, die Tat sei von Verschwörern begangen worden. Der inhaftierte Parteiführer Abdullah Öcalan erfuhr erst zwei Jahre später bei einem Gespräch mit seinen Anwälten von ihrem Tod. Er konnte sich nicht mehr an sie erinnern, meinte aber, der Mord sei ein Manöver gewesen, das der Entmachtung der Frau diene. In zahlreichen Veröffentlichungen der Organisation wird sie seither als Vorreiterin der „Selbstopferungslinie“ oder als Symbol für das Beharren auf einem freien Leben gefeiert.